# 蒂莫·德巴克
西摩·德巴克（荷蘭語：Thiemo de Bakker，1988年9月19日—），荷蘭職業網球運動員（2006年－），截至目前最高單打排名為世界第40，目前大滿貫最佳成績是2010年法國網球公開賽闖進第三輪。

## 職業生涯
2010年澳洲網球公開賽，德巴克排名在100名內，所以直接進入會內賽，不過第一輪遭到第7種子安迪·羅迪克以6-1, 6-4, 6-4淘汰出局。
德巴克的下場賽事則是首度參加大師系列賽，印第安維爾斯大師賽，擊敗馬科斯·丹尼爾和揚科·蒂普薩雷維奇晉級第三輪，不過第三輪則再次遭到羅迪克以6-3, 6-4淘汰出局。
邁阿密大師賽，第二輪則遭到托馬什·貝爾迪赫以印第安維爾斯落敗的比分6-3, 6-4淘汰出局。
蒙地卡羅大師賽，則只拿到一局遭到紅土之王拉斐爾·納達爾橫掃出局。
巴塞隆納公開賽，他發揮了驚豔的表現，第三輪擊敗前世界第一胡安·卡洛斯·費雷羅，後者則在本賽季的紅土賽季中有著18-2的成績，在八強中則擊敗了若-威尔弗里德·特松加，這是他首場對世界前十的勝利，而他傑出的表現則在四強遭到羅賓·索德靈終止。
2010年法國網球公開賽，第三輪則遭到若-威尔弗里德·特松加以66-7, 7-64, 6-3, 6-4復仇成功而淘汰出局，不過則是目前他在大滿貫所最好的的成績。

## 外部連結
- 官方网站
- 蒂莫·德巴克（英文/西班牙文）的官方資料
- 蒂莫·德巴克的國際網球總會 職業／青少年 官方資料（英文）
- 蒂莫·德巴克的官方資料（英文）